# Валерианова киселина
Валериановата киселина (или пентанова киселина), е едноверижна алкилна карбоксилна киселина с емпирична формула CH3(CH2)3COOH. Както други карбоксилни киселини с ниска молекулна маса, тя има много неприятна миризма. Естествено се съдържа в многогодишното покритосемменно растение дилянка (валериана — Valeriana officinalis), от което е получила името си. Основното ѝ приложение е синтезът на нейните естери. Летливите естери на валериановата киселина са склонни да имат приятна миризма и се използват в парфюмерията и козметиката. Етилвалератът и пентилвалератът се използват като хранителни добавки заради плодовите си вкусове.